# Ejer Bjerge
Ejer Bjerge er et sammenhængende bakkelandskab mellem Horsens og Skanderborg i Østjylland. Det er 5-6 kvadratkilometer stort og afgrænses af den højdekurve, der angiver højden 140 meter over havet. Området omfatter en række af Danmarks højeste bakker, herunder Vistoftehøj, Lindbjerg, Møgelhøj, Ejer Bavnehøj, Yding Skovhøj og Møllehøj. 
Begrebet Ejer Bjerge er af nyere dato. I 2013 blev Ejer Bjerge anerkendt som national seværdighed af Naturstyrelsen, Kulturstyrelsen og Visit Danmark. Det medførte, at Ejer Bjerge også blev optaget på Vejdirektoratets liste over godt 200 nationale seværdigheder. I oktober 2014 opsattes skilte i vejsiden på de steder, hvor man kører ind og ud af området.
Den mest kendte lokalitet i landskabet er Ejer Bavnehøj (170,35 m.o.h.) med Genforeningstårnet tegnet af arkitekt Jens Laustsen og opført i 1924 til minde om genforeningen med Nordslesvig. Tårnet består af en dobbelt triumfbue, en bue vendt mod hvert verdenshjørne. Mod syd ses en markant portrætbuste af Kong Christian 10.
En række kulturelle aktiviteter finder sted på Ejer Bavnehøj, fx grundlovsmøder, folkemøder, historiefortælling og musikalsk underholdning. Ejer Bavnehøj ejes af Skanderborg Kommune.
Møllehøj (170,86 m.o.h.) blev i 2005 målt til at være Danmarks højeste terrænpunkt. Højen ligger kun 270 m vest for Ejer Bavnehøj, hvorfor de af mange betragtes som én og samme top. På Møllehøj stod en hollandsk vindmølle af typen jordstryger med ottekantet krop i træ og løgformet hat beklædt med spåner. Møllen brændte i 1917, og en stor møllesten placeret på Møllehøj er eneste rest. Højen tilhører Ejer Møllegård.
Fra Ejer Bjerge er der storslået udsigt over morænelandskabet. Her er den østjyske israndlinje meget tydelig. Isen gled nemlig uden om Ejer Bjerge i sidste istid. I klart vejr kan man se Himmelbjerget og endda Samsø og Lillebæltsbroen. 
Der går en vandrerute fra Ejer Bavnehøj til Møgelhøj via Møllehøj, som led i ”Spor i landskabet”. Ruten indgår i friluftsaktiviteten BestigBjerge.dk, hvor man kan udforske toppe og samle højdemeter i Søhøjlandet, på Jyske Ås og på Fyn.